# Rhagophthalmus giganteus
Rhagophthalmus giganteus är en skalbaggsart som beskrevs av Leon Fairmaire 1888. Rhagophthalmus giganteus ingår i släktet Rhagophthalmus och familjen Rhagophthalmidae. Inga underarter finns listade i Catalogue of Life.